# Stu Inman
Stuart Kirk Inman, detto Stu (Alameda, 2 agosto 1926 – Lake Oswego, 30 gennaio 2007), è stato un cestista, allenatore di pallacanestro e dirigente sportivo statunitense, professionista nella NBA.

## Carriera
È stato selezionato dai Chicago Stags al sesto giro del Draft NBA 1950 (63ª scelta assoluta).
Come general manager costruì i Portland Trail Blazers campioni NBA nel 1977, scegliendo negli anni giocatori come Bill Walton, Geoff Petrie, Lloyd Neal, Lionel Hollins, Bob Gross, Wally Walker e Johnny Davis oltre a Maurice Lucas nel draft dispersivo della ABA.
Dopo aver scelto Clyde Drexler nel 1983, nel draft seguente scelse Sam Bowie, lasciando Michael Jordan ai Chicago Bulls.

## Nei media
Nel film Air - La storia del grande salto (Air) (2023), che narra la vicenda delle Air Jordan, Stu Inman è interpretato da Tom Papa.